# RH-53 (航空機)
RH-53D シースタリオン
MH-53E シードラゴン
RH-53D
- 用途：航空対機雷戦（AMCM）
- 分類：大型ヘリコプター
- 製造者：シコルスキー・エアクラフト
- 運用者：
  -  アメリカ合衆国（海軍）
  -  イラン（海軍）
  -  日本（海上自衛隊）
- 初飛行：　
  - 1972年10月27日（RH-53D）
  - 1981年12月23日（CH/MH-53E）
- 運用開始：　
  - 1973年9月（RH-53D）
  - 1987年4月1日（MH-53E）
- 運用状況：現役（MH-53E）
- 原型機：

  - CH-53D シースタリオン（RH-53D）
  - CH-53E スーパースタリオン（MH-53E）

RH-53D シースタリオン（英語: RH-53D Sea Stallion）は、アメリカ海軍の掃海ヘリコプター。CH-53Dをベースに設計を改訂し、航空対機雷戦（Airborne Mine Countermeasures, AMCM）のための装備を搭載したものである。また改良・強化型のCH-53EをベースにしたMH-53E シードラゴン（英語: Sea Dragon）も本項目で扱う。

## RH-53A
1962年10月、海軍作戦部長は数機のヘリコプターを航空対機雷戦（Airborne Mine Countermeasures, AMCM）用に改装するよう指示し、1964年4月にはシコルスキー社との契約が締結されて、SH-3A 9機がRH-3Aに改修されることになった。これらの機体は1965年より海軍に引き渡されて、1966年9月には掃海母艦「オザーク」において艦上適性試験を完了、翌年より試験運用を開始した。
RH-3Aはあくまで試験用の暫定策であり、海軍はその試験をCH-53ベースの機体に引き継ぐこととした。最初に製造された32機を除くすべてのCH-53Aは、掃海具を牽引するためのハードポイントを備えていたこともあり、まず1971年、ハードポイントを備えた15機のCH-53Aが海兵隊から海軍に貸し出され、RH-53Aと称された。
1971年4月には、これらの15機のCH-53A（RH-53A）をもって、海軍初の対機雷戦飛行隊としてHM-12が発足した。同年秋には初の海外展開として地中海へ派遣され、C-5A輸送機3機によってCH-53Aをクレタ島へ空輸、2か月に渡って70ミッション、計240時間のAMCMを実施した。また1972年11月から1973年7月には、HM-12はパリ協定に基づくハノイ・ハイフォン沖の掃海作戦 (Operation End Sweep) に投入され、初の実任務となった。この作戦では、HM-12自身の保有機13機に加えて、海兵隊のCH-53A 20機も投入されて、合計623ソーティの任務を実施、磁気掃海具Mk 105の曳航時間は1514時間、うち1135時間が機雷原上の飛行で、3,554回の航過を行った。延べ43,200 km分の掃海具曳航を実施している。
しかしこのRH-53Aもあくまで暫定策であり、合目的的な新造機である下記のRH-53Dが実用化されると、RH-53AはCH-53Aとして海兵隊に返却された。

## RH-53D
既存機の改修によるRH-3AおよびRH-53Aの実績を踏まえて、議会はCH-53Dをベースとした新造機の製作を承認した。これにより開発されたのがRH-53Dであり、1972年2月、シコルスキー社は海軍から30機の製作を受注したことを発表した。

### 設計
RH-53Dは、従来の係維掃海具Mk 101及び音響掃海具Mk 104に加えて大重量の磁気掃海具Mk 105の曳航が求められたことから、エンジンを大出力のT64-GE-413に換装したほか、将来的により大出力のエンジンに換装することも視野にトランスミッションを強化した。またトランスミッションおよび降着装置付近の機体構造も強化されている。燃料搭載量の増大も図られており、標準的な燃料タンクに加えて500米ガロン（1,892リットル）の外部タンク2基を設置、更に空軍のHH-53救難ヘリコプターで採用されていた空中受油プローブも導入した。
各種掃海具のうち、係維掃海具と音響掃海具は機内に搭載可能であり、飛行中に展開・回収できた。一方、磁気掃海具はヘリコプターに搭載するには大きすぎたため、水上艦によって輸送・展開されたのちに航空機に渡されて、その牽引フック（あるいは外部貨物フック）によって牽引されるという方式であった。掃海具に接続された牽引ケーブルは、他端がヘリコプターの後部ランプ上に装備された牽引用バーに接続され、所要の長さに調整されて、曳航が行われた。自動飛行制御システムの相互接続により、牽引ケーブルのヨー・アングル/張力表示装置や、機体の針路と姿勢にあわせて自動的にケーブルのヨー・アングルを変化させることができた。牽引システムのウインチの定格容量は7,000重量ポンド（3,175 kgf）で、フックを保持爪にロックした状態であれば20,000重量ポンド（9,071 kgf）の牽引力を発揮できた。なおキャビン内で作業する乗員の暴露防止スーツのための換気システムも設置されていた。

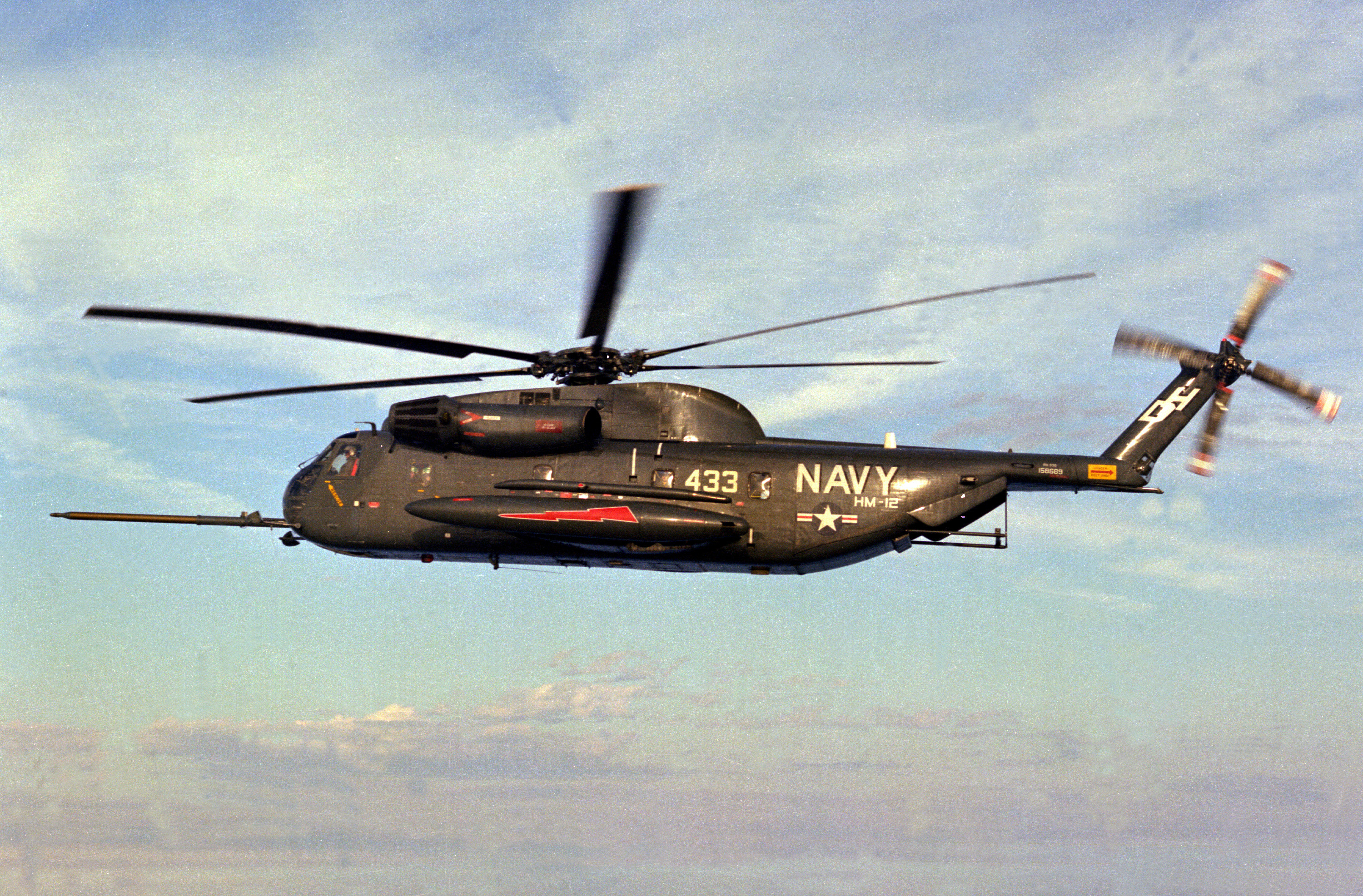
空中受油プローブを伸ばしたRH-53D
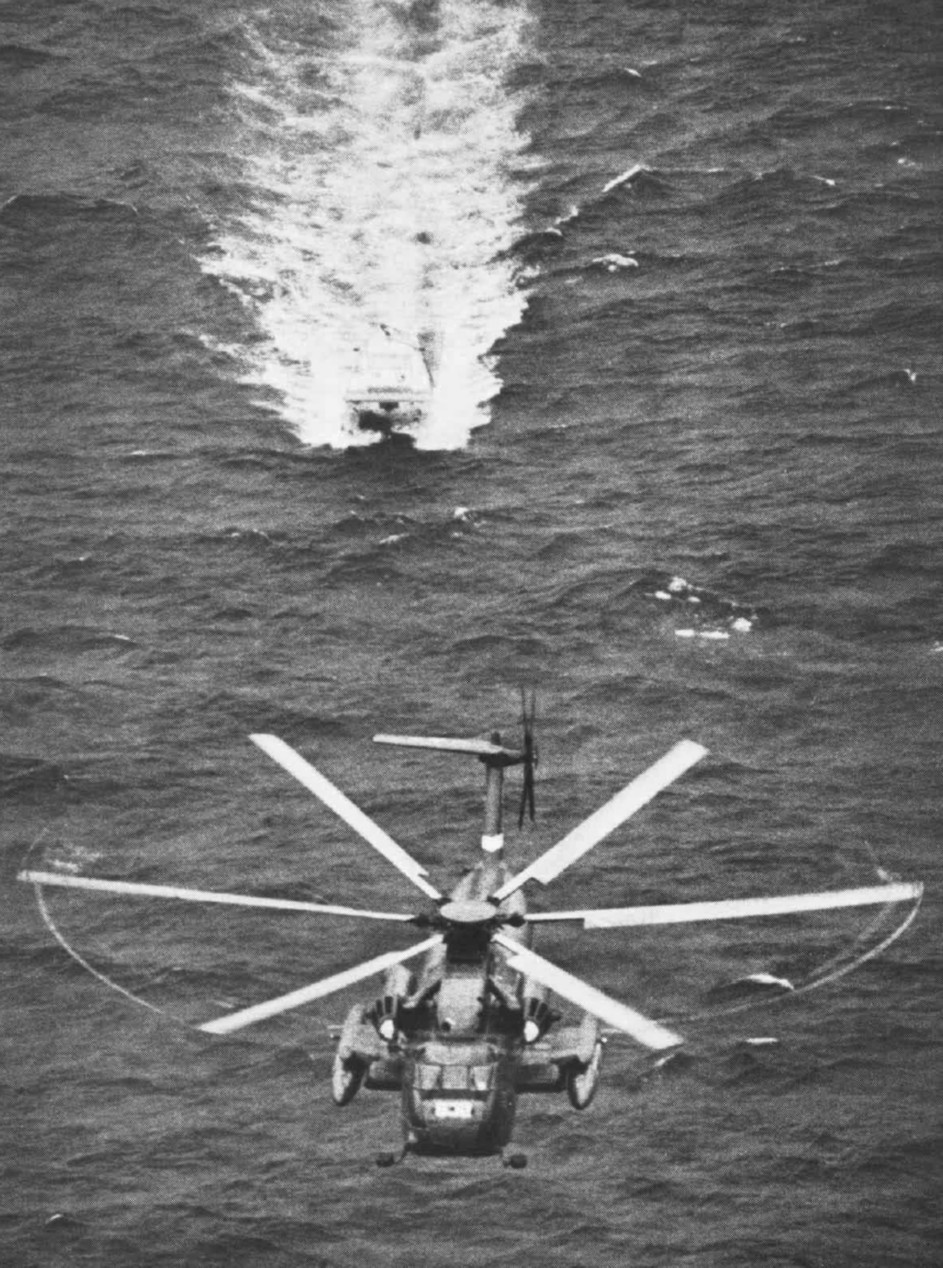
掃海具を曳航するRH-53D
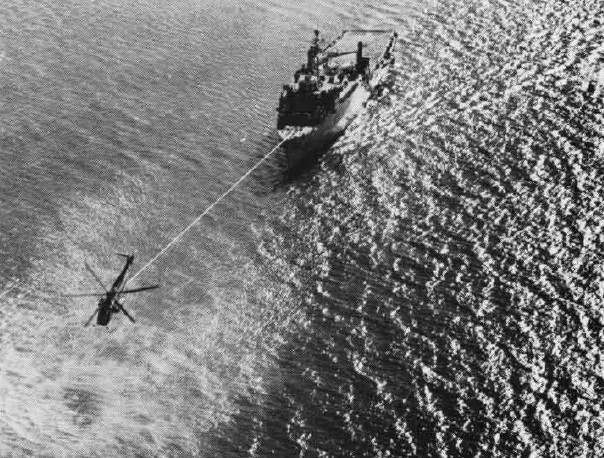
揚陸艦を曳航するRH-53D

### 運用史

#### アメリカ海軍
RH-53Dの生産は1972年10月より開始され、初号機は1972年10月27日に初飛行、1973年9月よりHM-12への引き渡しが開始された。1974年にはさっそく初の実任務として第四次中東戦争終結に伴うスエズ運河の閉鎖解除のための掃海作戦 (1974 Suez Canal Clearance Operation) に投入されることになり、同年5月、ノーフォーク海軍航空基地からRH-53Dシースタリオン12機の分遣隊が派遣された。この作戦ではイオー・ジマ級強襲揚陸艦「イオー・ジマ」「インチョン」が発着母艦として用いられた。
1979年4月、HM-12のRH-53Dは、バージニア州ノーフォークからカリフォルニア州サンディエゴまでのノンストップ大陸横断飛行を達成した。この飛行では空軍州兵のHC-130ハーキュリーズから空中給油を受けつつ18時間半で2,077 kmを飛行し、RH-53Dヘリコプターの長距離、迅速な対応能力を実証した。また1981年には、RH-53D 4機とドック型輸送揚陸艦（LPD）1隻、掃海艦（MSO）2隻と小型掃海艇（MSB）2隻による対機雷戦任務群が試験的に編成されて地中海へ展開したほか、1982年にはイオー・ジマ級強襲揚陸艦にRH-53D 6機が搭載されて太平洋へ展開している。
これらの実績を踏まえて、RH-53Dの整備が進むとともに部隊の体制も整えられることになり、HM-14・15が相次いで新設されていたが、1984年にはリビアによる紅海での機雷テロに対応した対機雷作戦 (
:it:Operazione Red Sea Demining) の一環としてHM-14のRH-53Dによる緊急展開が行われた。まず8月6日深夜、4機がC-5A輸送機4機によってスペインのロタ海軍基地に空輸され、同地で組み立てられたのち、9日午後にクリーブランド級ドック型輸送揚陸艦「シュリーブポート」と合流、16日にはスエズに到着し、17日より掃海作業を開始した。続いて14日には、やはりC-5A輸送機によって3機がジッダに空輸され、同地で組み立てられたのち、翌15日よりジッダ水道での掃海作業を開始した。この作戦では、初めてAN/AQS-14機雷探知機が使用された。
一方、これらの対機雷戦任務とは別に、1980年4月にはイランアメリカ大使館人質事件に対する人質救出作戦であるライスボール作戦にも投入された。これは艦上運用能力と航続距離の長さを買われての起用だったが、RH-53Dもその乗員も特殊作戦のための訓練・装備を全く施されていなかった上に、機密保持のため部隊指揮官に十分な説明がなされておらず、状態が悪い機体が動員されてしまい、作戦失敗の一因となった。

#### アメリカ国外
イラン海軍は6機のRH-53Dを購入し、1976年までに引き渡しが完了した。ただし1978年のイラン革命後、これらの機体がAMCM任務に投入されているかは不透明である。
一方、海上自衛隊はV-107によってAMCMを行っていたが、係維掃海および音響掃海能力を保有する一方、機体の性能限界のために磁気掃海および複合掃海に対応できなかったことから、ポスト4次防期においてRH-53Dの導入を計画した。ただしアメリカ海軍が次期掃海ヘリコプターの開発に移行して同型機の生産が中止になり、他に適合する機体が見当たらなかったことから、当面V-107の増勢を凍結し、新しく適合する航空機が出現するまで計画を保留することとした。

## MH-53E
RH-53Dは、開発当時西側諸国で入手しうる最大最強力のヘリコプターではあったが、なお牽引力・航続距離ともに不足な部分があった。また上記のライスボール作戦での事故で、同作戦に投入した機体の多くが失われたこともあって、減耗の問題も生じていた。このことから、輸送型のCH-53が動力系統を強化したCH-53Eに発展すると、AMCM用の機体もこれをベースとする機体に更新されることになった。これによって開発されたのがMH-53E シードラゴン（Sea Dragon）である。

### 設計

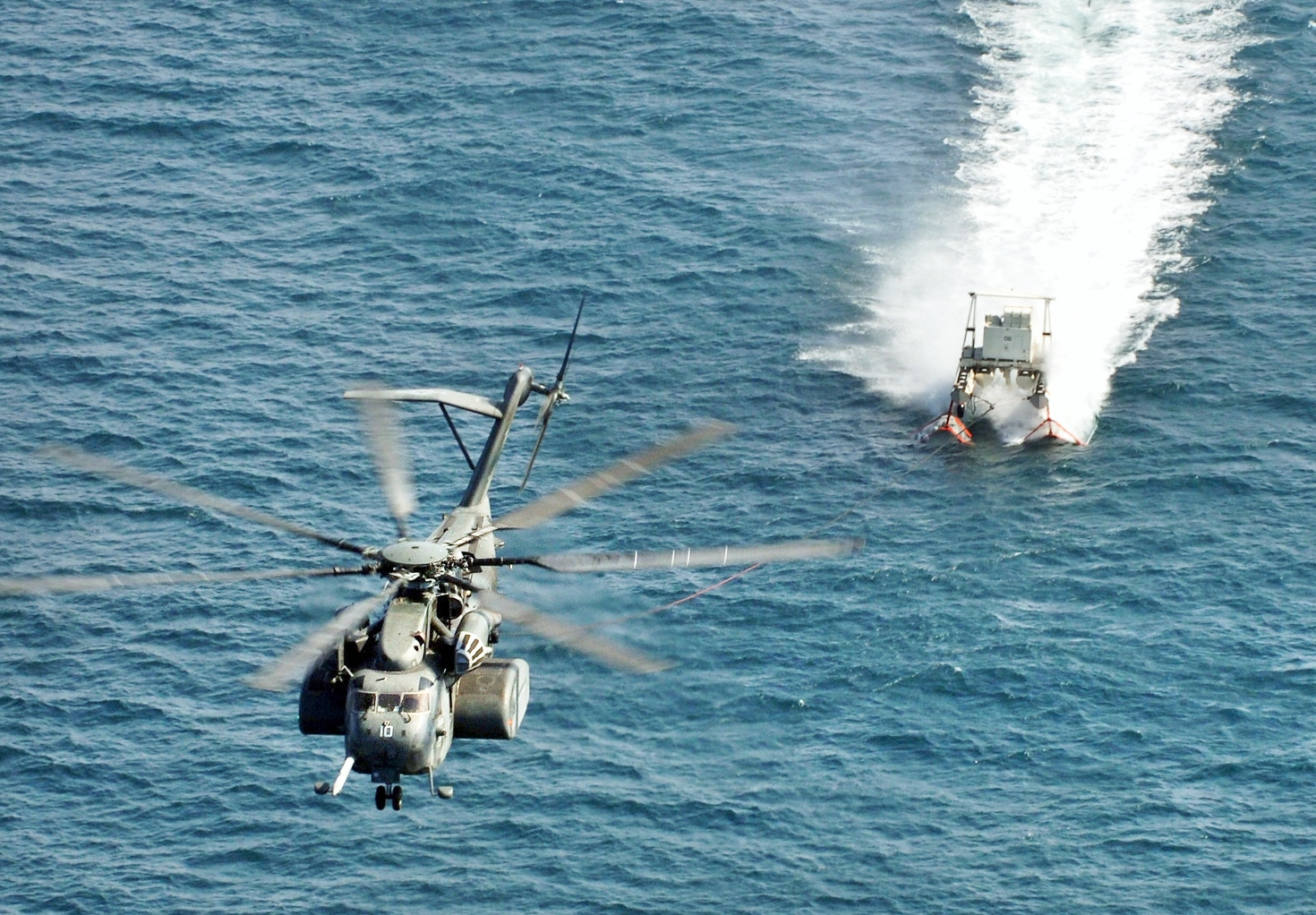
Mk 105磁気掃海具を曳航するMH-53E

CH-53Eでは、エンジンをT64-GE-416（最大出力4,380 shp、連続最大出力3,696 shp）の3発配置とすることで馬力を飛躍的に増強、この馬力を吸収するためローターブレードの径を2メートル長くして枚数も7枚に増しており、ペイロードは3,630 kgから16,330 kgへと大幅に増大した。出力の増大によって曳航力も25,000 lbf (11,000 kgf)に向上したほか、特に3発化によって冗長性が向上したことは、燃料と装備で機体重量が増大しがちで、低高度を比較的低速で飛行するうえに、直下の海面が機雷原であるために不時着時の危険が大きいという特性がある掃海ヘリコプターにとっては、非常に重要なことであった。
機体の基本構造もCH-53Eと同様だが、胴体両側に張り出したスポンソンが大型化され、燃料搭載量が12,113Lに増大、機内燃料だけで20時間以上の滞空が可能となった。油圧/電気システムの容量も増大され、特別な航法/機雷原誘導システムを搭載し、自動曳航カプラー付きのフライト・コントロール・システムや任意の高度で自動進入、ホバリングが可能な制御システムなどを装備している。

### 運用史
1981年にはCH-53Eの量産前試作機1機（159877号機）がAMCM用に改修され、CH/MH-53Eと仮称されて、1981年12月23日に初飛行した。1983年9月1日には量産前試作機が初飛行し、1986年6月26日より海軍への引き渡しが開始された。HM-14に配備された機体は、1987年4月1日に初期作戦能力を獲得した。HM-12・15への配備も行われており、特に1987年春にHM-12に引き渡された機体は100機目のH-53Eであった。また1989年12月には、HM-15の機体が「トリポリ」に搭載されて、初の艦上展開となった。
湾岸戦争において、HM-14は1990年10月から1991年7月までペルシャ湾で6機のMH-53Eを運用し、HM-15は兵站任務にあたった。掃海ヘリコプターは面積にして768平方マイル、航路長にして約8,000マイルを掃海し、係維機雷に対して93％の効果を発揮した。係維掃海具で30個の機雷を切り離し、ソナーで7個の沈底機雷を発見し、磁気掃海具で2個の感応機雷を爆破処分した。一方で、イラクが敷設した機雷の多くはアーミングの設定が不適切だったために磁気掃海・音響掃海で反応した数が少なく、脅威の過小評価につながった。
海上自衛隊ではRH-53Dの導入を検討したものの生産中止により計画が棚上げされた経緯があり、MH-53Eの開発開始で56中業への導入検討が再開された。この際、CH-47の掃海改修型が対抗馬として浮上した。CH-47は現用のV-107と同じタンデムローター式で操縦特性が似ており、既に陸上・航空自衛隊で採用されライセンス生産も行われていた。防衛庁はCH-47を3自衛隊共通機体にしたいとの考え方が強く、両機種を候補機として選定作業が行われた。検討の結果、性能適合性や運用性はほぼ同等の評価であったものの、取得の確実性という点で試案に留まるCH-47改よりもアメリカ海軍での配備が進むMH-53Eが優れると判断され、こちらが採択された。シコルスキー社では名称をS-80Mと呼称している。ただし海自での導入にあたり、アメリカ海軍の購入分と一括で発注して単価を抑えることが計画されたものの、直前でアメリカ海軍の予算制度が変更されたことで契約機体価格が大幅に上昇、付帯費として計上されていた部品購入費まで機体購入費に転用しても足りず、当初12機の導入予定が11機に削減され、部品不足による可動率の低下も招いた。またライセンス生産でなく完成輸入であったため、海自側の強い要請で「後方支援取り纏め会社」となった三菱重工業も製造販売権を持たない状態で、制限された技術データに頼らざるをえず、後方支援契約の各社分散もあって、支援体制も整わなかった。
海上自衛隊では2006年よりMH-53Eの後継機としてMCH-101の導入を開始し、MH-53Eは2009年から2017年にかけて順次に除籍され、運用を終了した。一方、アメリカ海軍はMH-60S（旧称CH-60）にAMCM能力を付与してMH-53Eを代替する計画ではあるが、少なくとも2025年まではMH-53Eの運用を継続する予定で、製造が終了している部品の枯渇を見込んで海上自衛隊が廃止したMH-53Eの部品提供を受けている。

## 諸元・性能
|                      | RH-53D              | MH-53E                              |
| -------------------- | ------------------- | ----------------------------------- |
| 全長（主回転翼含む） | 26.90 m             | 30.19 m                             |
| 胴体長               | 20.47 m             | 22.35 m                             |
| ローターヘッド高     | 5.22 m              | 5.32 m                              |
| 主回転翼直径         | 22.02 m             | 24.08 m                             |
| エンジン             | T64-GE-413A×2基     | T64-GE-416×3基 ※-419に後日換装      |
| 最大出力             | 合計7,560 shp       | -416: 各4,380 shp -419: 各4,750 shp |
| 最高速度             | 315 km/h (海面高度) | 315 km/h (海面高度)                 |
| 空虚重量             | 10,653 kg           | 16,482 kg                           |
| 最大離陸重量         | 22,680 kg           | 31,640 kg                           |